# 16 квітня
16 квітня — 106-й день року (107-й у високосні роки) в григоріанському календарі. До кінця року залишається 259 днів.

## Свята і пам'ятні дні

### Міжнародні
- Всесвітній день голосу.
- Всесвітній день боротьби з дитячим рабством.

### Національні
- Вірменія: День працівників поліції.
- Болівія: День першої конституції. День юриста.
- Данія: День народження королеви Маргрете II
- США, Массачусетс, Мен: День патріота.
- Алжир: День науки.

### Релігійні

#### Християнство
Католицька церква: День Святої Бернадетти Субіру.

 Православна церква:
- Мучениць Агапії, Ірини й Хіонії.
- Мученика Леоніда і мучениць Харієси, Ніки, Галини, Каліси, Нунехії, Василіси, Феодори, Ірини та інших.

### Іменини
✙ Православні: Агапія, Ірина, Леонід, Галина, Василіса, Феодора
✝  Католицькі:

## Події
- 1457 до н. е. — битва при Мегіддо — перша в історії ретельно описана військова сутичка.
- 1178 до н. е. — повне сонячне затемнення[2]. В цей же день за підрахунками вчених Одіссей повернувся на Ітаку після 20-річного походу з Троянської війни[3][4].
- 73 — римляни захопили юдейську фортецю Масада. Повстання в Юдеї придушено.
- 1346 — Стефан Душан проголосив заснування Сербського царства.
- 1520 — у Кастилії почалося повстання комунерів проти королівського абсолютизму.
- 1574 — перша документальна згадка про вертеп на українських землях, записана до Заславської замкової книги.
- 1632 — засновано Києво-Могилянську академію.
- 1705 — англійська королева Анна посвятила Ісаака Ньютона у лицарі — це перше в англійській історії звання лицаря, надане за наукові заслуги.
- 1746 — якобіти (підтримувані Францією) були розбиті урядовими військами у битві при Каллодені.
- 1780 — було засновано Мюнстерський університет.
- 1799 — французькі війська на чолі з Наполеоном перемогли османів у битві при горі Табор.
- 1848 — цісар Фердинанд I підписав патент «Про знесення всякої роботизни й інших підданських повинностей у Галичині», яким найраніше в імперії скасовано панщину.
- 1871 — прийнята конституція Німецької імперії, що діяла до 1919 року; Берлін став столицею Німецької імперії.
- 1912 — англійка Гаррієт Квімбі[en] стала першою жінкою, що перелетіла Ла-Манш літаком.
- 1922 — підписано Рапалльський договір про відновлення дипломатичних взаємин між Німеччиною та Радянською Росією.
- 1925 — група радикальних комуністів влаштували вибух у Соборі Святої Неділі у Софії.
- 1936 — у Львові розпочалися масові політичні виступи робітників міста проти уряду Польщі.
- 1941 — італійський конвой «Таріго» був атакований та затоплений британцями.
- 1943 — Альберт Гофманн під час своїх досліджень випадково відкрив галюциногенні властивості ЛСД.
- 1945 — Червона армія почала свій фінальний наступ на Берлін.
- 1945 — німецьке судно «Гойя», що перевозило біженців, торпедоване радянським підводним човном Л-3. Загинули близько 7000 людей.
- 1947 — Бернард Барух вперше вжив термін «Холодна війна» для позначення відносин між СРСР і США.
- 1948 — була заснована Організація європейського економічного співробітництва.
- 1972 — був запущений космічний корабель «Аполлон-16»
- 1995 — почав діяти телефонний міжнародний код «380», який Україна першою отримала серед країн колишнього СРСР.
- 2000 — на референдумі більшість жителів України підтримали ідею скорочення загальної кількості народних депутатів України з 450 до 300, позбавлення їх недоторканності і право президента на розпуск парламенту.
- 2000 — Георгій Гонгадзе та Олена Притула засновують «Українську правду», перше україномовне інтернет-видання.
- 2003 — підписано Афінський договір, за яким 10 нових країн стали членами ЄС: Мальта, Кіпр, Словенія, Естонія, Латвія, Литва, Польща, Чехія, Словаччина і Угорщина (набрав чинності 1 травня 2004).
- 2007 — Чо Син Хі розстріляв 32 студентів і викладачів у Політехнічному інституті і університеті штату Вірджинія.
- 2008 — Верховний суд США постановив, що смертна кара через смертельну ін'єкцію не є надмірно жорстоким покаранням, тому не може бути заборонена Восьмою поправкою до конституції.
- 2016 — унаслідок найпотужнішого землетрусу за останні 40 років у Еквадорі загинуло 673 людини, ще більше 2000 було поранено.
- 2024 — історична будівля Берсен у Копенгагені була сильно пошкоджена внаслідок пожежі.

## Народились

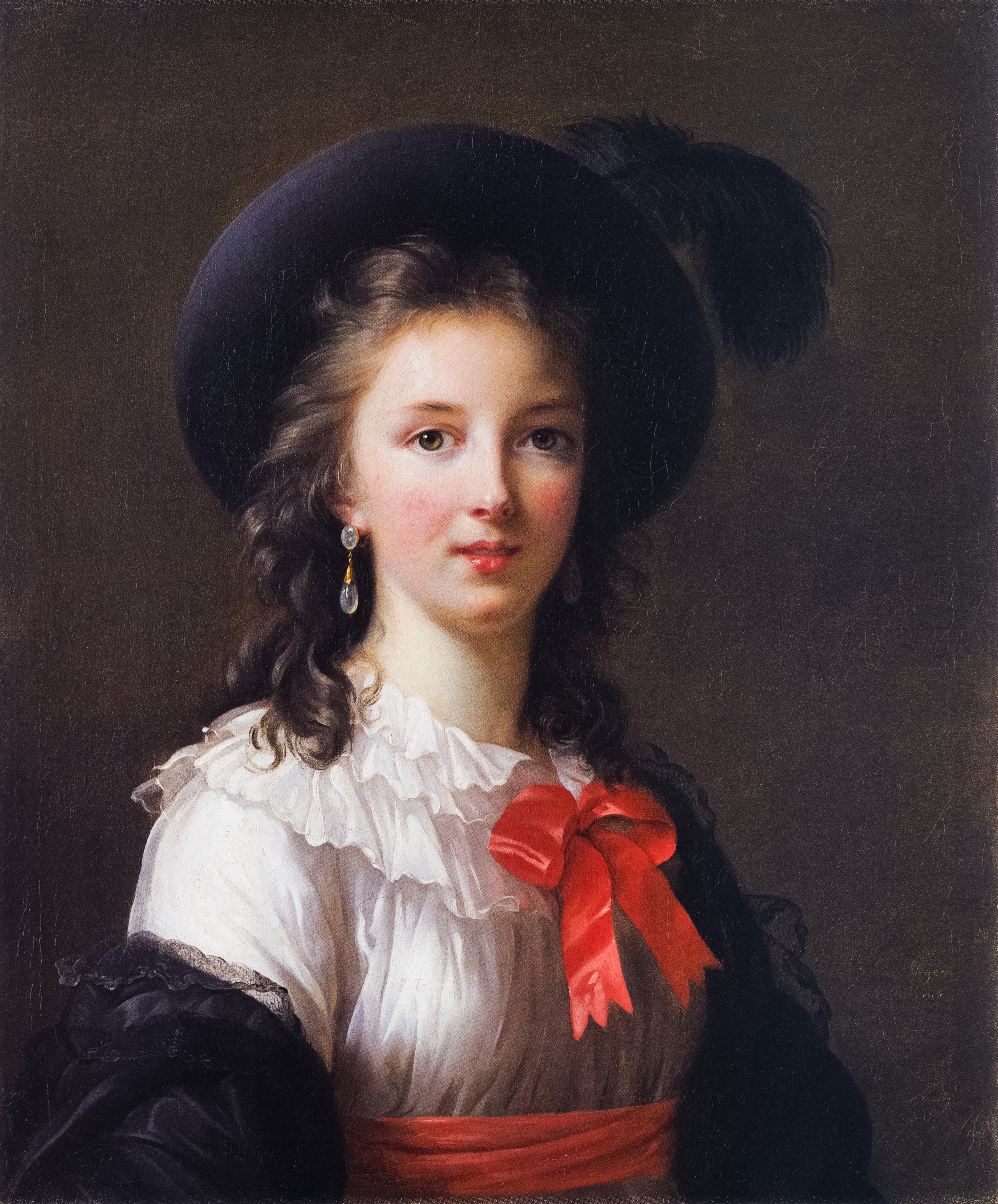
Елізабет Віже-Лебрен

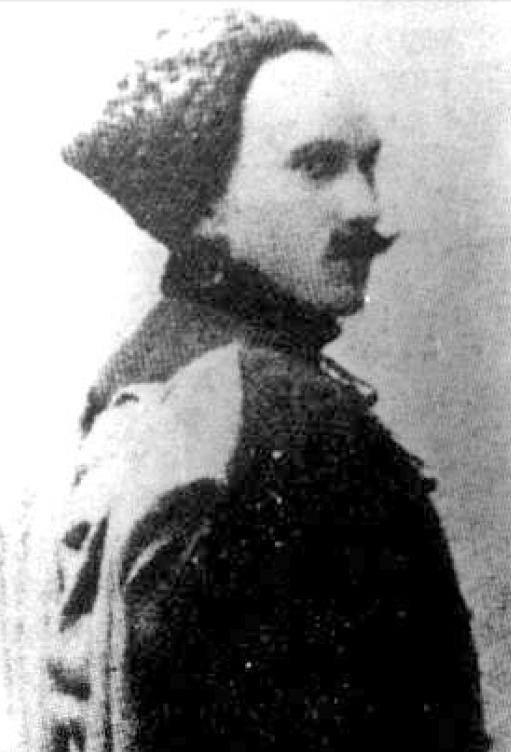
Юрій Глушко-Мова

Дивись також Категорія:Народились 16 квітня
- 1497 — Морі Мотонарі, самурайський полководець середньовічної Японії періоду Сенґоку. Володар регіону Тюґоку у Західній Японії.
- 1646 — Жуль Ардуен-Мансар, французький архітектор, внучатий племінник Франсуа Мансара, представник бароко.
- 1673 — Клод Жилло, французький художник і гравер.
- 1755 — Елізабет Віже-Лебрен, французька художниця, майстер світського портрету.
- 1841 — Христина Алчевська, українська педагогиня, організатор народної освіти.
- 1844 — Анатоль Франс, французький письменник, лауреат Нобелівської премії із літератури.
- 1867 — Вілбер Райт, американський авіаконструктор, піонер авіації.
- 1871 — Джон Міллінгтон Сінг, ірландський драматург, письменник, фолькльорист.
- 1882 — Юрій Глушко, український громадський і політичний діяч, один із організаторів українського національно-культурного й громадського життя на Зеленому Клині.
- 1889 — Чарлі Чаплін, американський кіноактор, режисер, сценарист.
- 1914 — Джон Годяк, американський кіноактор українського походження.
- 1919 — Мерс Каннінгем, американський хореограф, реформатор сучасного танцю
- 1926 — Борис Возницький, український мистецтвознавець, меценат, директор Львівської галереї мистецтв, президент Українського національного комітету Міжнародної ради музеїв, Герой України
- 1927 — Бенедикт XVI, Папа Римський.
- 1940 — Маргрете II, королева Данії (з 1972).
- 1947 — Джеррі Рафферті, шотландський співак, композитор, гітарист.
- 1964 — Руслан Гелаєв, активний учасник чеченського визвольного руху, дивізійний генерал Чеченської республіки Ічкерія.
- 1971 — Селена Кінтанілья-Перес, американська співачка мексиканського походження, що виступала в стилі «техано» — сплаву іспанських мелодій і польки.
- 1976 — Шу Ці, тайванська акторка, фотомодель.
- 1979 — Крістіян Альберс, голландський автогонщик, пілот Формули-1.

## Померли

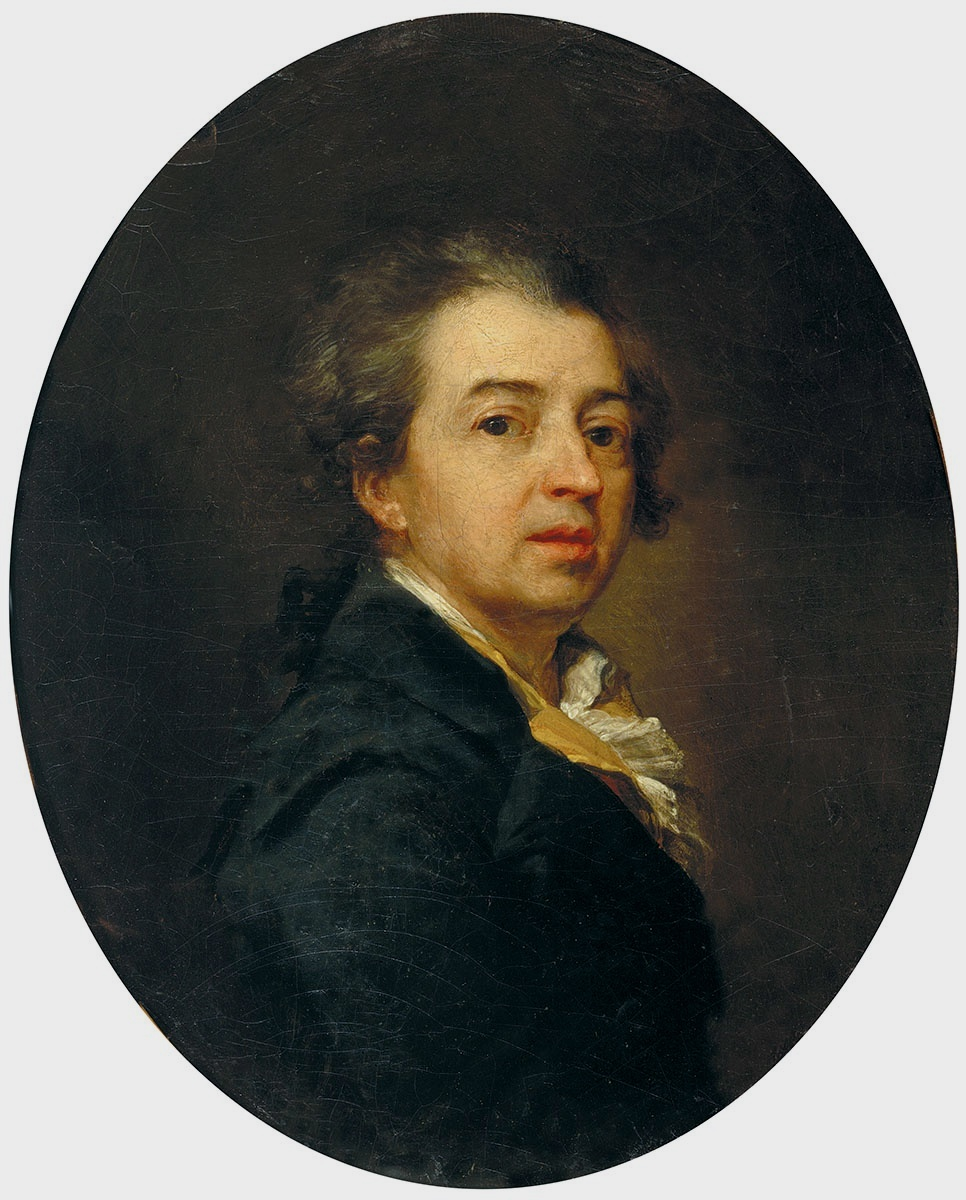
Дмитро Левицький

Дивись також Категорія:Померли 16 квітня
- 69 — Отон, римський імператор.
- 1113 — Святополк Ізяславич, Великий князь київський із династії Рюриковичів.
- 1641 — Доменікіно, італійський художник епохи бароко, педставник болонської школи, наставник П'єтро Тести, Пуссена і Лоррена, попередник класицизму.
- 1822 — Дмитро Левицький, український живописець-портретист. Академік Петербурзької академії мистецтв.
- 1828 — Франсіско де Гоя, іспанський живописець і гравер.
- 1888 — Зигмунт Врублевський, польський фізик. Навчався в Київському університеті.
- 1941 — Еміль Бернар, французький художник-неоімпресіоніст, один з теоретиків символізма в мистецтві.
- 1958 — Розалінд Франклін, британський біофізик і кристалограф, зробила важливий внесок у розуміння структури ДНК, вірусів, вугілля і графіту.
- 1972 — Ясунарі Кавабата, японський письменник, лауреат Нобелівської премії з літератури 1968.
- 1991 — Девід Лін, британський кінорежисер.
- 1998 — Плитка-Горицвіт Параска Степанівна, українська гуцульська художниця, фотографиня, письменниця, казкарка, народна філософиня, фольклористка, етнографиня, діалектологиня.
- 2008 — Едвард Лоренц, американський математик і метеоролог, один із творців теорії хаосу.
- 2012 — Арнольд Мерск Маккінні Меллер, данський підприємець, керівник Maersk.
- 2024 — Дмитро Капранов[5], український громадський діяч, блоґер історичної тематики.